# Aoki Kazunori
Aoki Kazunori est un nom japonais traditionnel ; le nom de famille (ou le nom d'école), Aoki, précède donc le prénom (ou le nom d'artiste).
Aoki Kazunori (青木 一矩, 1541-11 novembre 1600) est un samouraï de l'époque Azuchi Momoyama au service du clan Toyotomi.

## Source de la traduction
- (en) Cet article est partiellement ou en totalité issu de l’article de Wikipédia en anglais intitulé « Aoki Kazunori » (voir la liste des auteurs).